# Johann Jakob von Mühlenfels
Johann Jakob von Mühlenfels (* 27. August 1746; † 19. Mai 1830 in Greifswald) war ein deutscher Jurist und Gerichtspräsident in Schwedisch-Pommern und Preußen.

## Leben
Johann Jakob von Mühlenfels war der Sohn des Johann Adolf von Mühlenfels auf Wahlendow († 1779), Leutnant im Trabantenkorps in Stockholm. Auch der Großvater stand in schwedischen Militärdiensten, hieß Müller und wurde 1729 durch Kaiser Karl VI. geadelt.
Johann Jakob studierte von 1764 bis 1767 an der Universität Göttingen und 1768 an der Universität Greifswald Rechtswissenschaften. Anschließend war er als praktischer Jurist tätig. Da er sich dabei einen bedeutenden Ruf erarbeitete, wurde er 1773 zum ersten Assessor des Greifswalder Hofgerichts ernannt und wurde 1775 dessen Direktor. 1778 wurde er an das Obertribunal Wismar berufen. Nachdem dieses nach Greifswald umgezogen war, wurde er 1803 dessen Vizepräsident und ab 1808 Präsident. In diesem Amt verblieb er auch nach dem Übergang Schwedisch-Pommerns an Preußen bis an sein Lebensende.
Johann Jakob von Mühlenfels wurde von der schwedischen Regierung mit dem Nordstern-Orden geehrt. Die preußische Regierung zeichnete ihn mit dem Roten Adlerorden und dem Titel „Exzellenz“ aus.
Aus seiner dritten Ehe mit Jul. Kath. Magd. von Klein stammte die Schriftstellerin Elfriede von Mühlenfels (* um 1810; † 1884).